# 宋晓丽
宋晓丽（1981年7月21日—），中国足球运动员，中国国家女子足球队成员，司职中场。她曾代表中国参加2007年FIFA女子世界杯。
2011年11月5日，宋晓丽与足球运动员刘涛结婚。